# Dysmachus cristatus
Dysmachus cristatus är en tvåvingeart som först beskrevs av Christian Rudolph Wilhelm Wiedemann 1820.  Dysmachus cristatus ingår i släktet Dysmachus och familjen rovflugor. Inga underarter finns listade i Catalogue of Life.